# Viterbo University
La Viterbo University è un'università privata di indirizzo cattolico con sede a La Crosse, nello stato americano del Wisconsin.
Le origini dell'università si ricollegano con quelle della Saint Rose Normal School, aperta nel 1890 dalle Suore francescane dell'adorazione perpetua per la formazione delle religiose della congregazione destinate all'insegnamento. Prese il nome di Viterbo College nel 1939 e nel 2000 ebbe il titolo di university.